# Giovanni Poggio
Giovanni Poggio o Poggi o también conocido en castellano como Juan Poggio (Bolonia, 21 de enero de 1493 - ib. 12 de febrero de 1556) fue un eclesiástico italiano, obispo de Tropea, nuncio en España y cardenal.

## Biografía

### Familia
Hijo de Cristoforo Poggio, que era secretario del gobernador de Bolonia Giovanni II Bentivoglio, y de Francesca Quistelli, de joven contrajo matrimonio con Ludovica Bibieni, con quien tuvo descendencia.

### Vida eclesiástica
Al quedar viudo en 1528 tomó el estado eclesiástico y entró al servicio de la Curia romana, que le envió a España como miembro de la Colectoría, organismo encargado de la gestión de las rentas de las sedes vacantes y los espolios, de la que quedó al frente al año siguiente por nombramiento del papa Clemente VII.
Paulo III le nombró protonotario apostólico y tesorero de la Cámara Apostólica. Durante largos periodos entre 1529 y 1551 fue nuncio ante la corte de Carlos I; obispo de Tropea desde 1541, dirigió su diócesis mediante vicarios, por hallarse en España desempeñando la nunciatura. 

#### Cardenalato
Julio III le creó cardenal en el consistorio de noviembre de 1551, recibiendo al año siguiente el capelo y el título de Santa Anastasia.  Como tal participó en el cónclave de abril de 1555 en que fue elegido papa Marcelo II y en el de mayo del mismo año, en que salió Pablo IV.

### Fallecimiento
Tras renunciar al obispado en favor de su sobrino Giovanni Matteo di Lucchi, falleció en Bolonia en 1556. Fue sepultado en la iglesia de San Giacomo de la misma ciudad.